# Twint
Twint (Eigenschreibweise: TWINT) ist ein schweizerisches Zahlungssystem für bargeldloses Zahlen und Einkassieren. Es wird von der TWINT AG mit Sitz in Zürich betrieben. Die Finanztechnologie mit der gleichnamigen Mobile App wurde 2017 schweizweit eingeführt und läuft auf iPhones sowie Android-Smartphones.

## Unternehmen

### Geschichte
Im Juli 2014 wurde die Monexio AG als 100-prozentige Tochtergesellschaft der Postfinance gegründet. Geschäftsführer (CEO) wurde das Postfinance-Geschäftsleitungsmitglied Thierry Kneissler, Präsident des Verwaltungsrates wurde Hansruedi Köng, damaliger Geschäftsleiter der Postfinance. Operativ tätig wurde das Unternehmen ab August 2014. Der Pre-Launch von Twint fand ab dem 6. August 2015 statt, beginnend in den Städten Bern und Zürich. Wenige Tage später wurde bekannt, dass die Berner Kantonalbank und die Valiant Bank als Partner gewonnen werden konnten, deren Konten sich künftig an Twint anknüpfen lassen sollen. Ab dem 3. November 2015 fand der nationale Rollout statt. Im Januar 2016 wurde bekannt, dass die Basler Kantonalbank und die Bank Coop als Partner gewonnen werden konnten.
Konkurrent war Paymit, eine App der UBS, der Zürcher Kantonalbank und der SIX, dem sich in der Folge weitere Banken angeschlossen haben. Im Mai 2016 gaben Paymit und Twint ihre Fusion bekannt. Dieser Entscheid wurde im September 2016 von der Wettbewerbskommission (Weko) gutgeheissen. Das neue gemeinsame Angebot ging unter dem Namen Twint AG ab November 2016 in eine Testphase. Im April 2017 erfolgte die Migration der Nutzer von Twint und Paymit. Mit dem Zusammenschluss von Paymit und Twint hat sich die Unternehmensstruktur und das Logo, nicht aber der Name verändert. Der Verwaltungsrat setzte sich aus je einem Vertreter der sieben Twint-Aktionäre zusammen. Verwaltungsratspräsident wurde Jürg Weber, der Leiter der SIX Payment Services. Thierry Kneissler blieb Geschäftsführer. Der Sitz wurde von Bern nach Zürich verlegt. Ende 2017 löste Søren Mose, Mitglied des Verwaltungsrates der SIX Group, Jürg Weber als Verwaltungsratspräsident ab. Markus Kilb übernahm per Anfang November 2018 die Rolle als Geschäftsführer von Thierry Kneissler.
2019 hat Twint zusammen mit sechs anderen Marktteilnehmern die European Mobile Payment Systems Association (EMPSA) mit Sitz in Zürich gegründet.

### Verbreitung
Bei einer Umfrage im Januar 2021 wurde Twint als führender Mobile-Payment-Anbieter in der Schweiz eingestuft. Zur Jahresmitte 2025 zählte Twint mehr als sechs Millionen Nutzerinnen und Nutzer. Nachdem 2019 ein Rekordzuwachs bei den getätigten Transaktionen von 236 Prozent erreicht wurde, verlangsamte sich deren Wachstum und fiel 2022 unter den Wert einer Verdoppelung gegenüber dem jeweiligen Vorjahr. 2024 wurde ein Rekordwert von 773 Millionen Transaktionen verzeichnet, was einem Zuwachs von 31 Prozent im Vergleich zum Vorjahr entspricht.
|                            | 2017 | 2018 | 2019 | 2020 | 2021 | 2022 | 2023 | 2024 |
| -------------------------- | ---- | ---- | ---- | ---- | ---- | ---- | ---- | ---- |
| Transaktionen (in Mio.)    | 4    | 11   | 37   | 104  | 215  | 386  | 590  | 773  |
| Zuwachs zum Vorjahr (in %) |      | 175  | 236  | 181  | 107  | 80   | 53   | 31   |

### Anteilseigner
Die Banken BCV (Banque Cantonale Vaudoise), Credit Suisse, Raiffeisen, UBS sowie die Zürcher Kantonalbank sind ebenso als Aktionäre beteiligt wie SIX und Postfinance. Durch eine strategische Partnerschaft bei SIX hat sich 2018 auch Worldline aus Frankreich mit 20 % an Twint beteiligt. Bis dahin gehörten die Aktien zu je einem Drittel der Postfinance, SIX sowie den restlichen beteiligten Banken. Die Anteile der bisherigen Aktionäre wurden dabei erhalten. Prozentual gab es dabei Veränderungen: So ist etwa Die Schweizerische Post neu mit 26,6 % an Twint beteiligt.

## Funktionsweise
Twint wurde auf Grundlage der Mobino-Technologie aufgebaut.  Die im Jahr 2011 gegründete MOBINO SA mit Sitz in Genf, welche einst selbst versuchte sich neben Twint zu behaupten, wurde 2017 infolge Konkurs liquidiert.

### Privatkunden
Twint ermöglicht bargeldloses Bezahlen an Parkuhren (Handy-Parken), Kassen, Automaten, in Online- und App-Shops und zwischen Nutzern. Zudem kann man über die App auch Einkäufe tätigen. Auch Versicherungen können über Twint abgeschlossen werden. Ausserdem lassen sich Mitgliederausweise und Kundenkarten digitalisieren sowie digitale Stempelkarten und Rabatt-Coupons von Händlern in der Applikation nutzen.
Neben der Prepaid-App, welche via Lastschriftverfahren (LSV), Einzahlungsschein oder Guthabencode aufgeladen werden kann, bieten verschiedene Schweizer Banken ihre eigenen Twint-Apps an. Die Twint-Apps der Banken werden direkt mit dem Bankkonto oder einer hauseigenen Kreditkarte verbunden. Einzig die Twint-App der UBS lässt alle schweizerischen Kreditkarten zu und steht auch Nichtkunden zur Verfügung. Sämtliche Banken nutzen dabei eine Twint-App der Swisscom, welche diese den Banken als White-Label-Lösung anbietet. Die LSV-Anbindung an die Bankkonten in der Prepaid-App möchte Twint zukünftig nicht mehr anbieten. Die Basler Kantonalbank wird voraussichtlich im April 2025 als letzte der Kantonalbanken von der Prepaid-App auf eine bankeigene Twint-App wechseln.
NFC ist nicht notwendig, da beim Bezahlvorgang der Kontakt zwischen Kasse und Kunde via QR-Code erfolgt, was eine aktive Internetverbindung und eine Kamera auf dem Smartphone voraussetzt. Zu Beginn kamen noch Bluetooth-Terminals, sogenannte Twint Beacons, zwischen Händler und Kunde zum Einsatz. Dazu gab es eine entsprechende Händler-App. Twint funktionierte damals ausschliesslich als Prepaid-App und die Akzeptanz bei den Händlern war noch sehr beschränkt. Unterdessen wurden die Bluetooth-Twint-Beacons durch QR-Codes ersetzt, welche auf den POS-Terminals angezeigt werden und mit der Twint-App eingescannt werden können, um die Zahlung anzufordern. Swiss-QR-Code-Rechnungen können mit Twint nur eingelesen und bezahlt werden, wenn der Rechnungssteller die entsprechende Funktion in den Swiss QR-Code integriert hat. Zahlungen mit Twint in Geschäften ist nur innerhalb der Schweiz möglich. Zahlungen an andere Twint-Nutzer sowie das Bezahlen in Schweizer Onlineshops sind standortunabhängig möglich.
2017 wurde eine Kompatibilität mit Alipay anvisiert. 2019 war Twint allerdings bei einer neu gegründeten Bezahl-Allianz (Mobile Wallet Collaboration) zwischen Alipay und sieben europäischen Anbietern nicht mit von der Partie. Eine spätere Mitwirkung schliesst Twint jedoch nicht aus. Im Jahr 2021 wurde Twint an das Sonect-Netzwerk angeschlossen, womit ein Bargeldbezug an diversen Verkaufsstellen ermöglicht wurde. 2023 wurde ein Service für Rechnungskauflösungen der swissbilling SA, einer Tochtergesellschaft der Cembra Money Bank, in Twint integriert.
Im Jahr 2022 sollte die Interoperabilität mit dem europäischen Zahlungssystem Bluecode erfolgen. Damit könnte das Twint-System künftig auch in Deutschland und Österreich genutzt werden und umgekehrt Bluecode in der Schweiz.
Im Oktober 2022 wurde jedoch bekannt, dass für den Schritt ins Ausland vorerst kein Termin mehr besteht.

### Geschäftskunden
Das Händler-Netz von Twint besteht aus Shops, Restaurants, Bars sowie Snack- und Billettautomaten in der Schweiz. Zudem ist Twint in diverse Online- und App-Shops integriert.
Mit Twint kann stationär via Kasse (POS-Terminal) oder PC (Desktop, Laptop) einkassiert werden. Auch ortsunabhängiges Einkassieren ist über ein mobiles Kartenterminal möglich. Der Kunde scannt beim Zahlen mit seinem Smartphone einen QR-Code von einem Display des Händlers.
Für Hofläden, Marktstände, Imbisswagen und ähnliche kleine Händler bietet Twint QR-Code-Sticker an. Somit kann der Händler mit Twint sowohl an unbedienten wie auch an bedienten Verkaufsstellen einkassieren. Je nach Verkaufsangebot kann eine andere Option des QR-Code-Stickers gewählt werden, solche mit frei wählbaren Beträgen oder solche für fixe Beträge. Auch an Automaten kann mit Twint bezahlt werden.
Die Integration von Twint in Online- oder App-Shops erfolgt per Payment-Service-Provider, Plug-in oder durch Eigenentwicklung.
Geschäftskunden können mit Twint Mobile-Marketing-Kampagnen anbieten, indem sie für ihre (potenziellen) Kunden digitale Stempelkarten und Rabatt-Coupons definieren. Diese werden in der Applikation angezeigt und sind direkt im Zahlungsprozess integriert.
Die Transaktionspreise für Geschäftskunden sind abhängig vom Acquirer (Twint Acquiring AG, SIX Payment Services oder Nexi Germany). Bei der Twint Acquiring AG sind es derzeit grundsätzlich 1,3 Prozent. In Zukunft könnte die für Rechnungssteller massiv kostengünstigere Echtzeitüberweisung, mittels QR-Rechnung und Mobile-Banking-App, dem Wachstum von Twint ein Ende bereiten.

### Betrugsversuche
Seit 2022 blendet TWINT im Zahlungsprozess Warnhinweise ein, die Betrugsversuche verhindern sollen, indem die Nutzenden zur sorgfältigen Prüfung der Zahlungsempfänger ermahnt werden. Es wird auch darauf hingewiesen, den QR-Code nur mit der Twint-App zu scannen und niemals mit der Kamera, weil der vermeintliche Twint-Code ein Link sein könnte, welcher den Benutzer auf eine Website leitet, um ihn auszuspionieren. Die Twint-App kann zuverlässig feststellen ob der Code gültig ist oder ob es sich um einen Link handelt.

## Kritik
Der Onlinehändler Digitec Galaxus kritisierte eine Gebührenerhöhung von Twint und akzeptierte deren Änderungsvertrag nicht. Infolgedessen konnte Twint zwischen 1. März 2020 und 20. November 2020 nicht mehr bei Digitec Galaxus zur Zahlung genutzt werden. Die beiden Unternehmen haben sich Mitte November 2020 geeinigt. Für kleine und mittlere Unternehmen (KMU) resultieren in der Regel jedoch höhere Gebühren, auch im Vergleich mit Debitkarten. Coop und Migros profitieren gemäss Recherchen der Boulevardzeitung Blick hingegen von Sonderkonditionen und zahlen nur die Hälfte. Per 2022 beträgt die pauschale Transaktionsgebühr 1,3 %.

## Trivia
- Der Name TWINT wurde ursprünglich als Wortverschmelzung aus «twin» (Zwilling) als verlässlicher Begleiter im Alltag, «twist» (Dreh) für Dynamik und «win» (gewinnen) für Erfolg (durch einfache Anwendung) entwickelt.[56][57]

- Der Vorgang, Geldbeträge mittels Twint zu überweisen, wird umgangssprachlich als twinten bezeichnet.[58] Dieses[59] und das entsprechende Verb in anderen Landessprachen (französisch twinter[60], italienisch twintare[61]) sind eingetragene Wortmarken, nicht aber das Rätoromanische twintar.[62]